# KYUSHU,MORNING PRESS
KYUSHU, MORNING PRESS（キュウシュウ・モーニング・プレス）はCROSS FMが放送していたラジオ番組。放送期間は2005年4月4日-2008年9月30日。北九州本社スタジオからの生放送。

## 放送時間
- 2005年4月-2006年3月:月曜-金曜6:00-9:00
- 2006年4月-2007年3月:月曜-金曜6:00-10:00
- 2007年4月-2008年9月:月曜-金曜6:00-9:00

## ナビゲーター
- 後藤心平
同局では2004年4月「CROSS AFTERNOON SHOW TENJIN APRES-MIDI」の金曜日担当としてデビューしたが9月末で降板、その後半年間同番組や「CROSS EVENING SHOW CATEGORY T.T.」などのピンチヒッターを主に務めていた。レギュラー担当としてはこの番組が2本目となる。

## 主なコーナー
- PRESS FLASH
随時ナビゲーターが全国ニュース・ローカルニュース・スポーツニュースを伝える。
- Who's lucky?〜Horoscape〜（6:40-）
DJシンが占い師ドン・コロリオーネによる12星座別今日の運勢を紹介。
「B2B RADIO」の12星座別結果発表のコーナー「Who's BAD?〜Horoscape〜」との連動コーナー。
- Feel Fresh Morning（7:00-）
7時の時報の後、リスナーから寄せられたリクエストをオンエア。
- BBIQ Morning Bussiness School（7:30-）
スポンサーはBBIQ。
九州大学ビジネススクールの先生が社会人にも役立つ知識を紹介。
後藤が聞き手をするインタビュー収録の形態。
- HAWKS NAVI（7:45-）
スポンサーはコカ・コーラウエストジャパン（火曜）。
福岡ソフトバンクホークスに関するニュース・話題を紹介。
2005年3月までは前番組「DIGITAL MORNING DRIVE」、「CROSS MORNING SHOW AIR MAGAZINE」から引き続きホークスタウンがスポンサーであった「OH! HAWKS TOWN」を放送していたが、2005年4月からスポンサー降板によりコーナー名が変わった。但し内容はほとんど変わっていない。
- Today's Index（8:12-）
インパクトのある見出しを持つ記事TOP3を毎日紹介。
- Standerd Master（8:34-）
スポンサーは井筒屋。
ブランド物を中心にこだわりの逸品を歴史などの面から紹介。

### 終了したコーナー
- MORNING BIZ（6:40-）
経済・トレンドに関する情報を伝える。
- TIME SIGNAL CHALLENGE（6:58-）
リスナーと電話をつなぎ、時報前の時間にうまくコメントとアナウンスをはめることができれば、プレゼントをもらえるコーナー。
7:00に局の時報が入ることになり、終了した。
- Good Morning Kyushu（7:00-）
前述の「TIME SIGNAL CHALLENGE」の後継コーナー。
リスナーと電話をつなぎ、後藤とフリートークする。
- CROSS OVER TUNE（9:00-9:30）
スポンサーは新日鉄。
リスナーとの交流をテーマに放送。
リスナーに電話をつないで後藤とフリートークする「What's Up Kyushu」（前述の「Good Morning Kyushu」の後継コーナー）、世界の驚きのニュースを紹介する「Amazing Story」がある。
朝9:00台30分間は2002年4月から新日鐵がスポンサーとなっていた（参考：POWER STATION）。
- MP特派員
番組おすすめのお出かけ情報を、各地の観光関係者と電話をつないで紹介。